# Alfred P. Murrah Federal Building

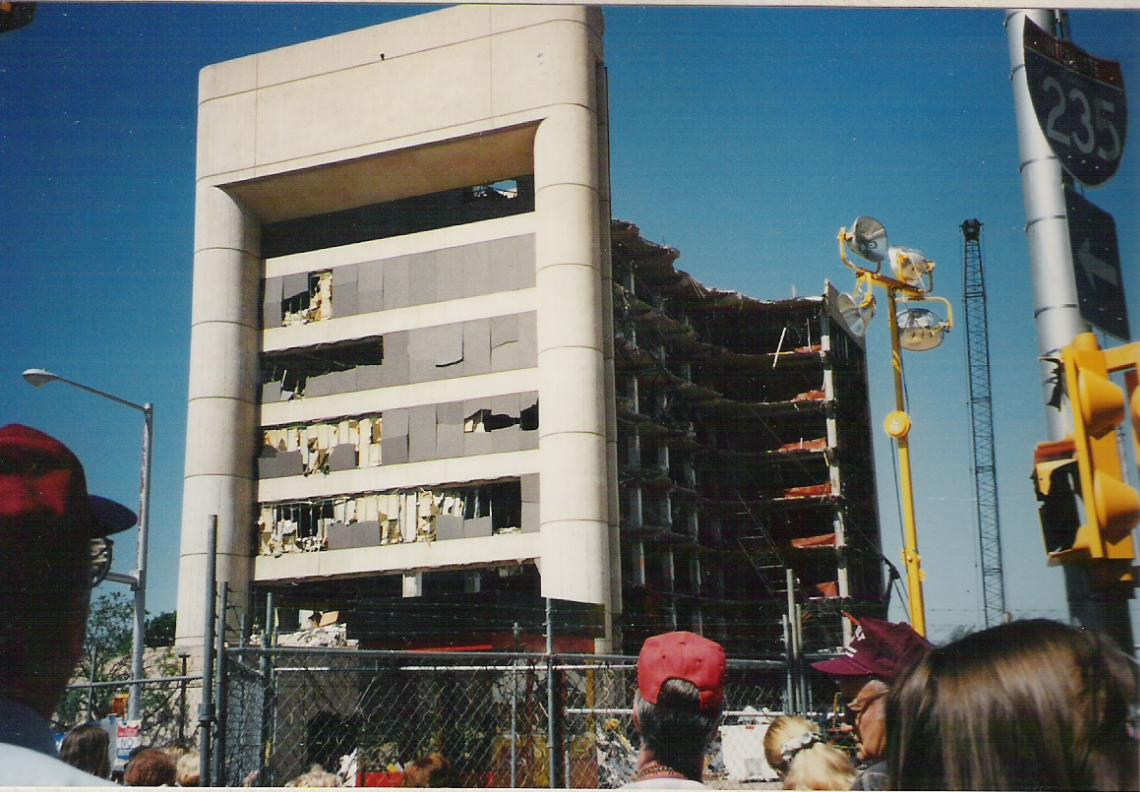
Het Alfred P. Murrah Federal Building, een maand na de aanslag.

Het Alfred P. Murrah Federal Building was een gebouwencomplex van de Amerikaanse federale overheid in Oklahoma City, Oklahoma (Verenigde Staten). Het gebouw werd verwoest bij de bomaanslag in Oklahoma City in 1995.
Het Murrah-gebouw werd gebouwd in 1977 en kostte 14,5 miljoen dollar. Het complex was genoemd naar een federale rechter die uit de staat Oklahoma afkomstig was.
Om 9.02 uur in de ochtend, op 19 april 1995, werd er een vrachtauto (volgestopt met explosieven) tot ontploffing gebracht voor het gebouw. De gehele noordzijde werd weggeblazen, waarbij 168 mensen de dood vonden. Timothy McVeigh werd aangehouden en veroordeeld voor de aanslag, en werd in 2001 geëxecuteerd in Indiana.
Na het bergen van de lichamen werden de resten van het complex op 23 mei 1995 gesloopt, om plaats te maken voor het Oklahoma City National Memorial.